# Asta Wickman
Asta Wickman, född 26 april 1895 i Göteborg, död 4 februari 1983 i Stockholm, var en svensk översättare av ryskspråkig litteratur. Hon var en av de första att översätta Ivan Turgenjevs, Lev Tolstojs, Anton Tjechovs och Maksim Gorkijs böcker till svenska.
Enligt Litteraturlexikon (1974) erhöll Wickman "Sv Akad:s övers-pris 1951 o 1961, De Nios övers-pris 1952". Inget av dessa priser var emellertid inrättade då och det är oklart vad det var för priser Wickman erhöll från Svenska Akademien och Samfundet De Nio. Wickman är begravd på Lovö skogskyrkogård.

## Priser
- Elsa Thulins översättarpris 1979